# فارس ياغي
فارس ياغي (14 سبتمبر 1990-) ممثل سوري من مواليد مدينة دمشق، تخرج من المعهد العالي للفنون المسرحية بدمشق قسم التمثيل عام 2015. وقبل دخوله عالم التمثيل، عمل في مجال الرقص المعاصر مع كل من المخرج الراقص ضياء الشيخ والراقص ماهر عبد المعطي.

## مشواره المهني
درس الحقوق لكنه تركها متحديا رغبة عائلته عمل بعدها راقصا
خريج المعهد العالي للفنون المسرحية (دمشق) عام 2015، انطلاقته كانت من خلال السينما بدعم من المخرج باسل الخطيب، قدم بعدها أعمالا في التلفزيون لكنه شهرته تحققت بعد مشاركته في مسلسل عروس بيروت بشخصية هادي الظاهر

## أعماله
الأعمال المسرحية:
قام فارس بلعب دور الفيروس في المسرحية الراقصة «أيقونات» من إخراج ضياء الشيخ عام 2011، ثم في عام 2012، لعب دور الحارس في  مسرحية «عرش الدم» من إخراج غسان مسعود.
وفي مسرحية «اليوبيل» عام 2013 لعب دور هيرين، بالإضافة لشخصية كيروبينو في مسرحية «زواج فيغارو» عام 2015 للمخرج سمير عثمان الباش.
ليلعب في نفس العام شخصية ادموند في مسرحية «الملك لير» من إخراج فؤاد حسن.
كما شارك في الأوبريت الغنائية «الدم حبر الحق» في عام 2017  من إخراج عروة العربي.
وعمل فارس أيضاً كمساعد مخرج في مسرحيتين بعنوان «سوريون بعنوان»، و «في أمل» من إخراج الدكتور تامر العربيد.
الأعمال السينمائية:
شارك فارس ياغي بعدة أعمال سينمائية مع مخرجين عدة، أبرزهم باسل الخطيب الذي قام بلعب ثلاثة أدوار معه وهي شخصية عمار بفيلم الاعتراف، والمشهد الافتتاحي في فيلم الأب، بالإضافة لدور راجي في فيلم وعد شرف.
| سنة الإنتاج | الفيلم   | الشخصية |
| ----------- | -------- | ------- |
| 2015        | وعد شرف  |         |
| 2016        | الأب     |         |
| 2019        | الإعتراف |         |

الدراما السورية:
بدأ الفنان فارس ياغي دخول عالم التلفزيون بأدوار بسيطة، ففي عام 2015 قام بدور الفنان رفيق سبيعي وهو شاب، في مسلسل حكواتي الفن مع المخرج أسامة شقير، بالإضافة للعبه دور بهاء في مسلسل أحمر مع المخرج جود سعيد، بالإضافة لدور صابر في أول أجزاء مسلسل خاتون مع المخرج تامر إسحاق، وشخصية غدير في مسلسل بلا غمد مع المخرج فهد ميري، وقام بأداء عدة شخصيات في لوحات بقعة ضوء 12 مع المخرج سيف الشيخ نجيب، عدا عن دور حسن في مسلسل أشجار الفرنلق للمخرج زياد الريس، وقد تعرف الجمهور على فارس بشكل أكبر من خلال  مسلسل وردة شامية من إخراج تامر إسحاق بدور ابن شامية حكمت، حيث لفت الأنظار له بهذا العمل والأداء.
الدراما المشتركة:
دخل فارس سوق الدراما المشتركة عام 2018 من خلال مسلسل «ميادة وولادا» في شراكة ثانية له معها بعد مسلسل «وردة شامية»، ليلعب شخصية كوميدية مختلفة، بالإضافة لمسلسل متل الحلم مع المخرج أسد فولادكار.
وشارك فارس في موسمي مسلسل عروس بيروت مع نخبة من النجوم السوريين والعرب بشخصية هادي الظاهر، وكان العمل من إخراج التركيَّين أمري كاباكوشك وفكرت قاضي أوغلو.
| سنة الإنتاج | اسم المسلسل      | الشخصية       |
| ----------- | ---------------- | ------------- |
| 2016        | بلا غمد          | غدير          |
| 2016        | أحمر             | بهاء          |
| 2017        | خاتون            | فارس          |
| 2017        | بقعة ضوء 12      | شخصيات متعددة |
| 2017        | وردة شامية       | حكمت          |
| 2019        | عروس بيروت       | هادي          |
| 2019        | متل الحلم        | تيم           |
| 2020        | ميادة وولادها    | سامر          |
| 2020        | عروس بيروت 2     | هادي          |
| 2022        | عروس بيروت 3     | هادي          |
| 2023        | العربجي          | حسن           |
| 2024        | العربجي 2        | حسن           |
| 2024        | كسر عضم السراديب | حاتم          |
| 2025        | القدر            | تيم           |

الأعمال التطوعية:
شارك الفنان فارس ياغي بعدة أعمال تطوعية أغنت خبرته أكثر، فقد شارك بعدة مشاريع مع جمعيات مختلفة منها «جمعية الآرش» لذوي الاحتياجات الخاصة، جمعية تموز، وكان أحد المدرسين المتطوعين في مشروع بكرا إلنا، كما عمل في مجال الدبلجة مع المايسترو رعد خلف والمخرج حسن الحناوي في إذاعة دمشق ضمن المسلسل الاذاعي الأشهر حكم العدالة، بالإضافة لمشاركته مع المخرجة ثراء دبسي في مسلسلات تلفزيونية تركية، وعروض أطفال، وأفلام وثائقية، وعروض دينية.

## جوائز
- لبنان: أفضل ممثل سوري في الأعمال العربية المشتركة من مهرجان أفضل بدورته الرابعة 2021[6]